# Epsilon Aurigae
Epsilon Aurigae (ε Aur, ε Aurigae) sau  Almaaz este o stea din constelația Vizitiul. Are o magnitudine aparentă aproximativ egală cu 3  și se află la o depărtare de aproximativ 2.000 ani-lumină (700 pc) de Pământ.